# Dragon Soldiers
Dragon Soldiers ist ein US-amerikanischer Fantasy-Actionfilm von Hank Braxtan aus dem Jahr 2020.

## Handlung
Eine Kleinstadt in Colorado am Fuße der Rocky Mountains hat seit einiger Zeit mit einer unbekannten Bedrohung zu tun. Immer wieder verschwinden Menschen spurlos im naheliegenden dichten Wald. Auch die organisierten Suchtrupps verschwinden auf ihrer Mission, die Vermissten aufzuspüren. Daher beschließt Bürgermeister Eddie Mordry, eine Elite-Söldner Einheit um Julius Green, Artie Cameron und Bobby Tristan anzuheuern, damit diese sich der Gefahr stellen.
Während sie sich auf die Suche nach den Vermissten machen, wird ihnen schnell klar, dass sie es mit einem Drachen zu tun haben. Schnell werden die Jäger zu den Gejagten. Sie versuchen, im Canyon Schutz zu suchen. Dort kommt es zum Schusswechsel mit einer Gruppe bewaffneter Menschen, die auf Profit aus sind. Schon bald lockt der Lärm der Schüsse und die Schreie der getroffenen Menschen den Drachen an, der über beide befeindete Lager herfällt.

## Hintergrund
Regisseur Braxtan sammelte bereits mit den Filmen Maneater – Der Tod aus der Kälte und Jurassic Hunt Erfahrungen was die Darstellung von monströsen Kreaturen angeht. Da es sich um eine Low-Budget-Filmproduktion handelt, wurden die Rollen mit eher unbekannten Schauspielern besetzt. Schauspieler Asa Forsyth wirkte neben seiner Rolle als Percy Robertson lediglich in drei Episoden der Miniserie Nightwing Returns als Schauspieler mit.
Dazzler Media startete mit dem Film am 11. Mai 2020 im Vereinigten Königreich in den Videoverleih. Am 15. Dezember 2020 startete Lionsgate mit dem Videoverleih in den USA.

## Rezeption
„Ein handwerklich solider Low-Budget-Monsterfilm, der inhaltlich allerdings dem Zusammenprall zwischen den modernen Militärs und der Fantasy-Kreatur keinerlei interessante Volten abgewinnt.“

Auf Rotten Tomatoes hat der Film bei eine Review. Im Audience Score, der Zuschauerwertung von Rotten Tomatoes, hat er eine Bewertung von 38 % erhalten. In der Internet Movie Database hat der Film bei über 300 Stimmenabgaben eine Wertung von 3,1 von 10,0 möglichen Sternen.